# Vitaliy Khudyakov
Vitaliy Khudyakov (Aqtöbe, 7 de agosto de 1994) é um maratonista aquático cazaque.

## Carreira

### Rio 2016
Khudyakov competiu nos 10 km masculino nos Jogos Olímpicos de Verão de 2016 sendo desqualificado.